# Lucien Laubier
Pour les articles homonymes, voir Laubier.
Lucien Laubier, né le 22 septembre 1936 à Lille et mort le 15 juin 2008 dans le 9e arrondissement de Marseille,, est un biologiste et océanographe et universitaire français. 
Professeur émérite à l'université de la Méditerranée à Marseille et directeur de l'Institut océanographique de Paris de 2001 à 2006, il a été membre du Conseil supérieur de la recherche et de la technologie où il a notamment co-animé, au cours de ses deux mandats, la Commission Europe entre 1992 et 1996. 

## Biographie
Lucien Laubier commence sa carrière au laboratoire de biologie marine de l’université de Paris (1956-1969). Il a ensuite participé à partir de 1969 à la création du centre Océanologique de Bretagne du CNEXO qu’il a dirigé entre 1976 et 1978. Il est nommé Directeur scientifique du CNEXO de 1982 à 1984.
Il fut à l'origine de la fusion du CNEXO avec l’ISTPM donnant naissance, en 1984, à l’Ifremer ; il en devient haut Conseiller scientifique de 1984 à 1990 puis Directeur des relations et de coopération internationales de 1990 à 1992. 
Il a été membre du Conseil supérieur de la recherche et de la technologie où il a notamment co-animé, au cours de ses deux mandats, la Commission Europe entre 1992 et 1996. 
Lucien Laubier fut également Professeur à l’Institut océanographique, chaire de physiologie des êtres marins (depuis 1984) et à l'université Aix-Marseille II-Méditerranée (depuis 1996). Il fut Directeur du Centre d'Océanologie de Marseille de 1996 à 2001.
Il était professeur émérite à l'université de la Méditerranée à Marseille et directeur de l'Institut océanographique de Paris de 2001 à 2006.
Il était membre de l'Académie des sciences, de l'Académie de marine et de l'Académie des technologies.
Lucien Laubier a été président des Entretiens Science et Ethique ou le devoir de parole, rencontre internationale de chercheurs, scientifiques, entreprises, etc. en présence du grand public qui étaient organisés tous les ans à Brest par B-BC.

## Œuvre scientifique
Durant sa carrière il effectua de nombreuses campagnes à bord de différents navires océanographiques français et étrangers ainsi que des plongées profondes à bord du bathyscaphe Archimède et des sous-marins habités Cyana et Nautile.
Son œuvre scientifique a porté en particulier sur la taxinomie des annélides polychètes. Il a été le descripteur de nombreuses espèces, nouvelles pour la science. 
Il est l'auteur de plus de 350 articles scientifiques et de plusieurs livres, dont le dernier Ténèbres océanes parut en 2008. Il était l’un des spécialistes mondiaux de l’étude des environnements hydrothermaux.
En 2005, il reçoit le prix Charles-Bortoli de l'Académie de Marseille.

## Distinctions
- Chevalier de la Légion d'honneur[réf. souhaitée]
- Commandeur de l'ordre national du Mérite[réf. souhaitée]

## Publications
- Des oasis au fond des mers, Le Rocher, 1986  (ISBN 978-2-2680-0464-8)
- Vingt mille vies sous la mer, Odile Jacob, 1992  (ISBN 978-2-7381-0164-8)
- La Marée noire de l’Erika : quelles conséquences écologiques ?, Institut océanographique, 2007  (ISBN 978-2-9035-8148-0)
- Ténèbres océanes : le triomphe de la vie dans les abysses, Buchet Chastel, 2008  (ISBN 978-2-2830-2271-9)